# Beat Happening
Beat Happening — американская инди-группа, образовавшаяся в 1982 году в Олимпии и известная своим «примитивистским» стилем — нарочито «непрофессиональная» и несобранная игра музыкантов, простые мелодии, наивные тексты, низкое качество записи. Beat Happening считаются пионерами американского инди-попа и лоу-фай музыки и одними из главных популяризаторов идеологии D.I.Y. Фронтмен Beat Happening Кэлвин Джонсон, кроме того, стал основателем влиятельного инди-лейбла K Records (Bikini Kill, Бек, Modest Mouse) и сотрудничал с основателями Sub Pop.

## Состав
- Кельвин Джонсон (Calvin Johnson) — вокал, гитара
- Брет Лансфорд (Bret Lunsford) — вокал, гитара
- Хизер Льюис (Heather Lewis) — вокал, гитара, ударные

## Дискография
- Beat Happening (1985)
- Jamboree (1988)
- Black Candy (1989)
- Dreamy (1991)
- You Turn Me On (1992)